# Bajbars
Bajbars (właściwie: Al-Malik Az-Zahir Rukn ad-Din Bajbars al-Bundukdari) (arab. – ‬‬الظاهر‭ ‬ركن‭ ‬الدين‭ ‬بيبرس‭ ‬البندقداريالملك) (ur. ok. 1223, zm. 30 czerwca 1277 w Damaszku) – sułtan z dynastii mameluków, panujący w latach 1260–1277.
Bajbars urodził się wśród Kipczaków koczujących na nadczarnomorskich stepach i w roku 1241 dostał się do niewoli, kiedy jego plemię uciekając przed Mongołami zostało zaatakowane przez anatolijskich Turkmenów. Kupił go niejaki Ajdidżin al-Bundukdar, mameluk sułtana z dynastii Ajjubidów As-Saliha Ajjuba (1240–1249), który wkrótce popadł w niełaskę, tak że Bajbars trafił bezpośrednio na dwór sułtana, gdzie zaczął robić szybką karierę. W roku 1250 Bajbars wziął udział w spisku mameluków, który obalił ostatniego sułtana z dynastii Ajjubidów, Turan Szaha (1249–1250), i wyniósł do władzy Ajbaka (1250–1257). W roku 1254 w związku z wewnętrznymi walkami pośród mameluków musiał uciekać do Syrii, gdzie szybko stał się przywódcą wygnańców przeciwnych Ajbakowi. Jednak ich dwukrotne próby podboju Egiptu w latach 1257 i 1258 zakończyły się klęską. W związku z najazdem mongolskim na Syrię Bajbars w roku 1260 porozumiał się z następcą Ajbaka, Kutuzem (1259–1260), i 3 września 1260 roku pokonali oni armię mongolską w bitwie pod Ajn Dżalut. Kiedy jednak Kutuz nie oddał Bajbarsowi wcześniej obiecanego Aleppo ten zawiązał spisek i 24 października 1260 roku zamordował go, a następnie objął sułtanat.

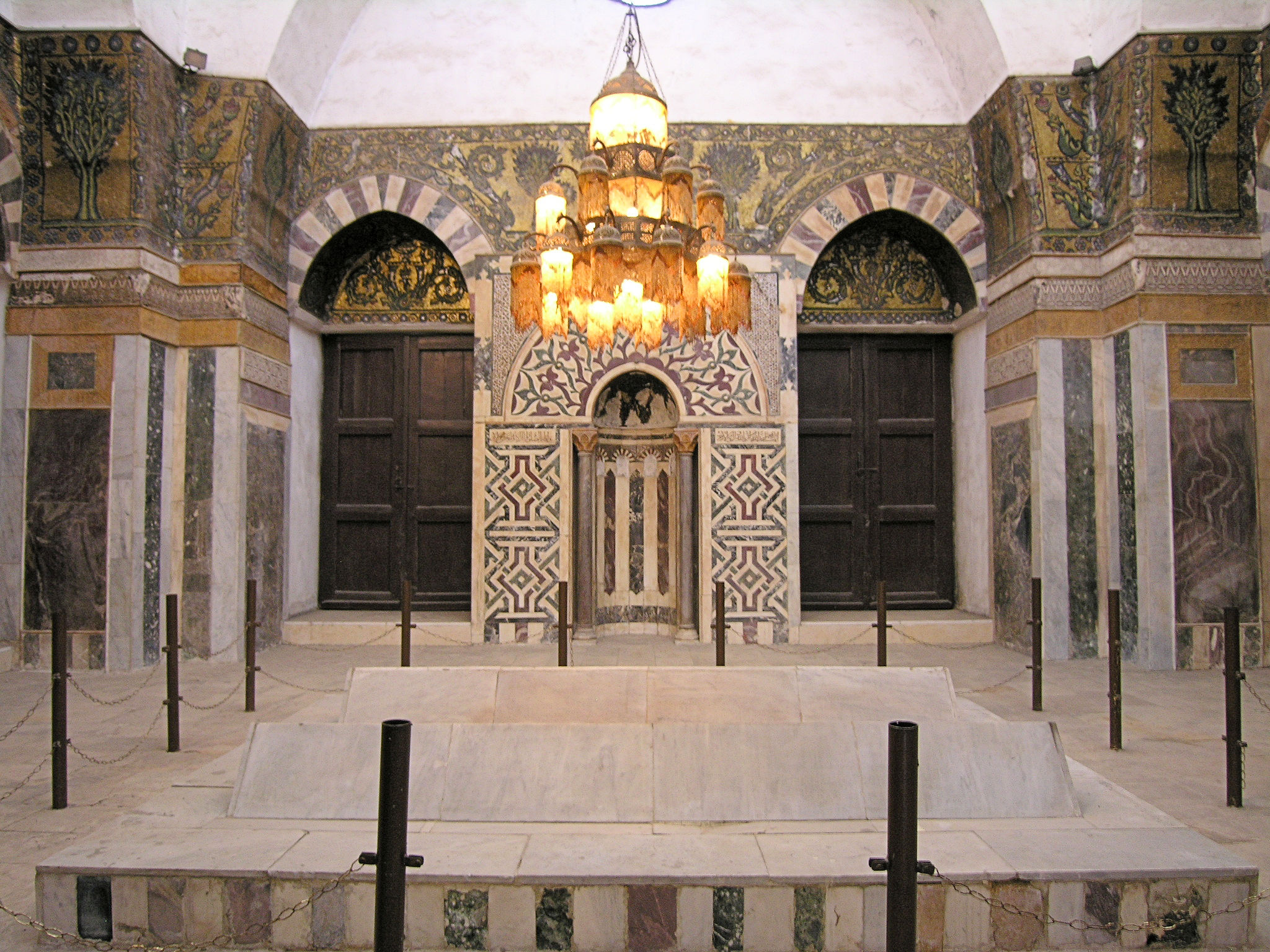
Mauzoleum Bajbarsa w Damaszku, widoczny mihrab i fryz mozaikowy

Wykorzystując obalenie kalifatu Abbasydów przez Mongołów Bajbars w roku 1261 ustanowił marionetkowego kalifa w Kairze w osobie niejakiego Al-Mustansira, podobno wywodzącego się od Abbasydów. Kalifat ten miał trwać przez cały okres panowania mameluków, którzy czerpali polityczne korzyści z bycia protektorami nominalnej głowy islamu, chociaż nie uznawała go większość państw muzułmańskich. Dla zabezpieczenia się przed mongolskimi Ilchanidami Bajbars w roku 1263 zawarł sojusz z nawróconym na islam chanem Złotej Ordy Berke (1257–1267).
W latach 1263–1271 podjął szereg wypraw na państwa krzyżowców – w roku 1263 zdobył Nazaret, w roku 1266 twierdzę templariuszy Safed, w roku 1268 Antiochię, co zakończyło historię księstwa Antiochii, a w roku 1271 najpotężniejszy z zamków krzyżowców, należący do joannitów Krak des Chevaliers. W roku 1272 Bajbars zawarł jednak rozejm z Boemundem VI, co było spowodowane przybyciem do Ziemi Świętej wojsk angielskiego księcia Edwarda I, który z trudem uniknął śmierci na skutek zamachu prawdopodobnie inspirowanego przez Bajbarsa. Armia Edwarda była jednak zbyt mała, żeby zmienić ogólny stosunek sił i ostatecznie powrócił on do Anglii. W roku 1277 Bajbars wyprawił się do Anatolii, chcąc wywołać tam powstanie przeciwko Ilchanidom, jednak miejscowi Seldżucy z Sułtanatu Rum nie poparli go. Zmarł po powrocie z Anatolii w Damaszku, 30 czerwca 1277 roku.
Oprócz działań na polu wojny i dyplomacji Bajbars dbał także bardzo o gospodarkę swojego państwa, odbudowując i budując nowe drogi i budynki użyteczności publicznej w spustoszonym wojnami kraju. Jego zwycięstwa nad Mongołami i krzyżowcami oraz sprawne rządy przyniosły mu wielką popularność. Bajbars jest bohaterem romansu rycerskiego (sirat) Sirat Malik az-Zahir (Żywot Malika az-Zahira), bardzo popularnego w świecie arabskim. Składa się on z około trzech tysięcy stron tekstu arabskiego.